# Underconstruction 2: Silence Remix
Underconstruction 2: Silence Remix, pubblicato nel 2004, è il secondo ep, della serie Underconstruction, del dj italiano Gigi D'Agostino.

## Tracce
1. Silence (Vision 6) (Gigi D'Agostino)
2. Complex (Vision 5) (Gigi D'Agostino)
3. Paura e nobiltà (pensando esplicando rmx) (Gigi D'Agostino)
4. Paura e nobiltà (pensando ballando rmx) (Gigi D'Agostino)